# Rue Brochant
La rue Brochant est une voie située dans les quartiers des Batignolles et des Épinettes du 17e arrondissement de Paris.

## Situation et accès
La rue Brochant est desservie par la ligne 13 à la station Brochant.

## Origine du nom

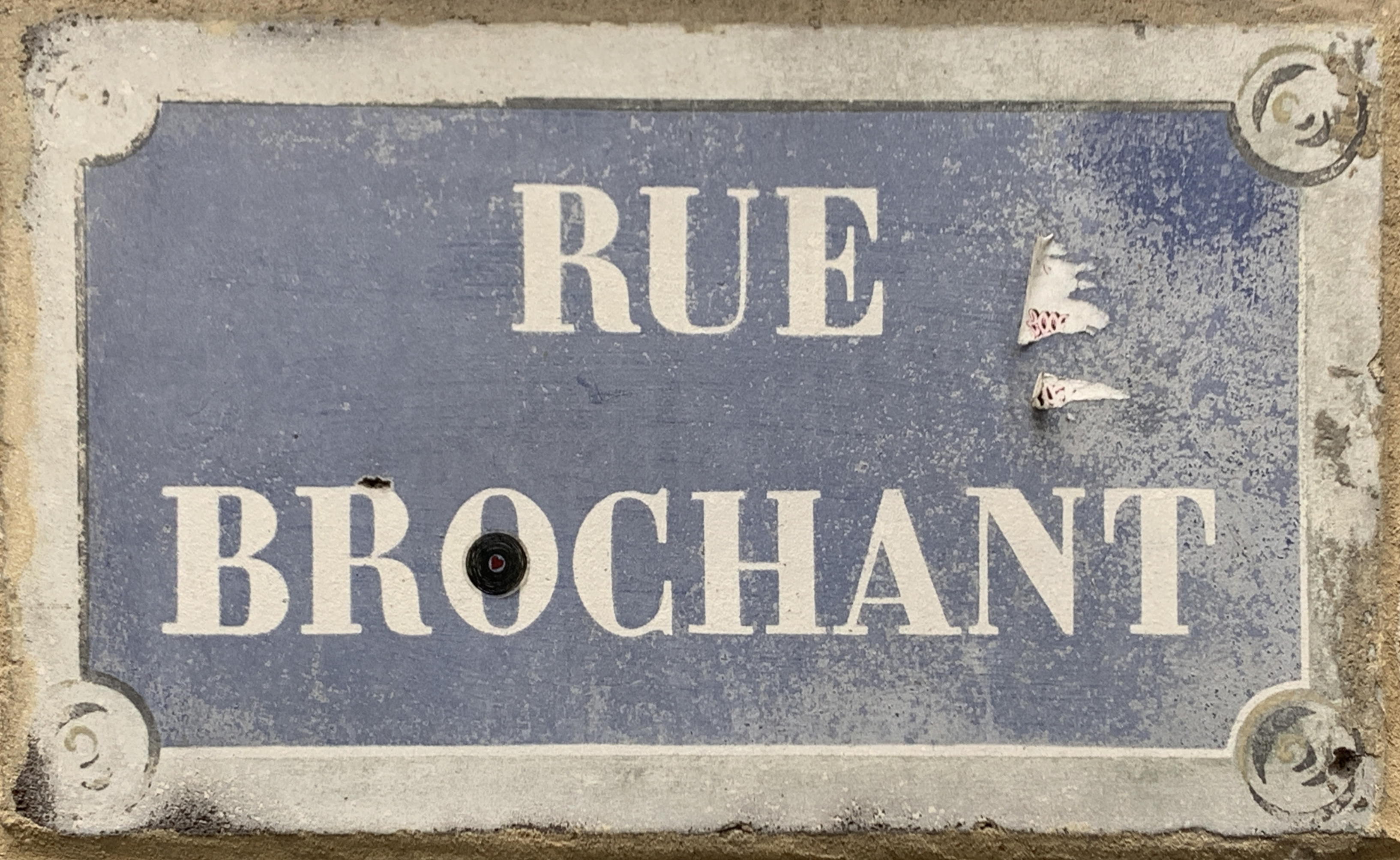
Plaque de la rue.

La rue porte le nom d'André Brochant de Villiers (1772-1840), directeur des Manufactures de Saint-Gobain, membre de l'Académie des sciences.

## Historique
Cette voie de l'ancienne commune des Batignolles est ouverte en 1845 sous le nom de « rue Notre-Dame », avant d'être classée dans la voirie parisienne par décret du 23 mai 1863, puis de prendre le nom de « rue Brochant » par décret du 24 août 1864.

## Bâtiments remarquables et lieux de mémoire

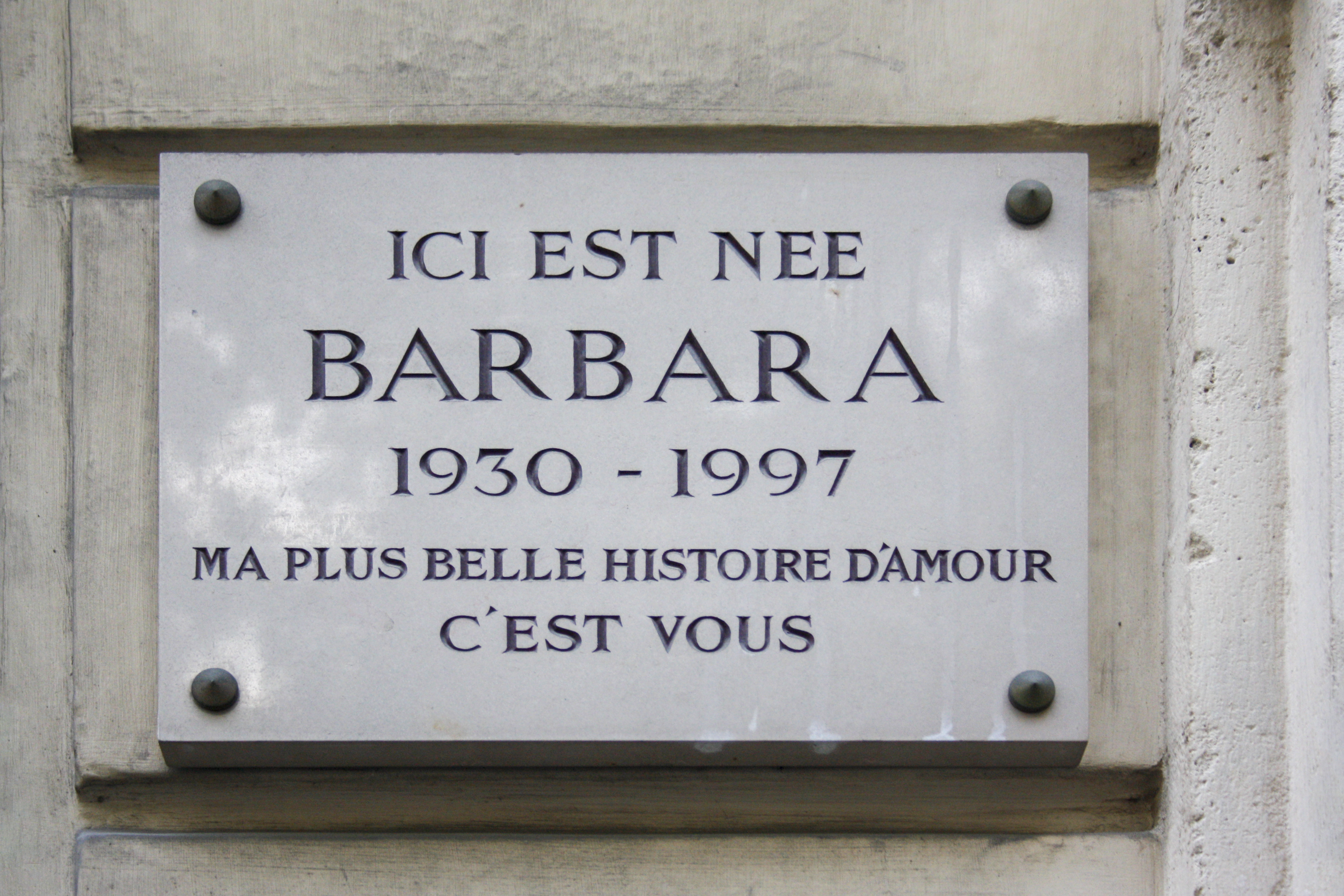
Plaque au no 6.

- La chanteuse Barbara est née au no 6 de la rue le 9 juin 1930[2] au domicile de ses parents, à proximité du square des Batignolles[3]. Puis elle passe son enfance dans la rue Nollet voisine avec sa grand-mère[4].